# Walckenaeria castanea
Walckenaeria castanea là một loài nhện trong họ Linyphiidae.
Loài này thuộc chi Walckenaeria. Walckenaeria castanea được James Henry Emerton miêu tả năm 1882.